# Diplycosia kinabaluensis
Diplycosia kinabaluensis är en ljungväxtart som beskrevs av Otto Stapf. Diplycosia kinabaluensis ingår i släktet Diplycosia och familjen ljungväxter. Inga underarter finns listade i Catalogue of Life.